# Dolmen de Champ-Vermeil

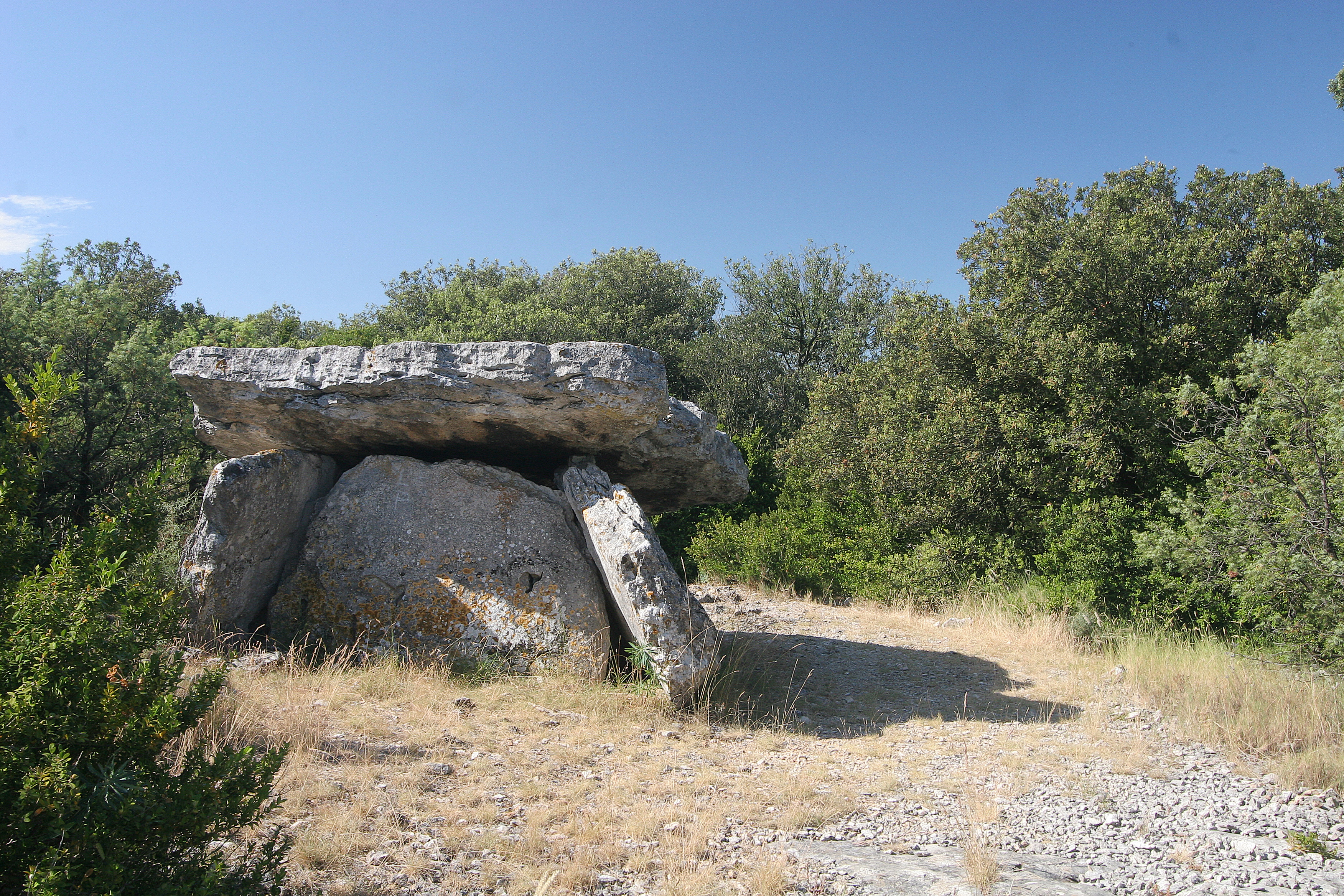
Dolmen de Champ-Vermeil

Dolmen de Champ-Vermeil je megalitická kamenná stavba z doby asi 3000 let před naším letopočtem, nalézající se asi 500 m západně od samoty Champ Vermeil ve francouzském departementu Ardèche. Samotný dolmen se nachází v křovinatém porostu ve vzdálenosti asi 100 m od silnice D 358 vedoucí z městečka Bourg-Saint-Andéol do obce Bidon. Přístupová cestička k dolmenu je na silnici vyznačena ukazatelem se šipkou.
Na vrcholovém kameni dolmenu lze rozeznat znamení kříže svědčící o tom, že se církev pokusila christianizovat pohanskou stavbu.
Dolmen je od roku 1910 chráněn jako francouzská kulturní památka.